# 第1歩兵師団 (韓国陸軍)
第1歩兵師団（だい1ほへいしだん、제1보병사단、第一步兵師團）は大韓民国陸軍の師団の1つ。

## 歴史

### 創設
第1師団は1947年12月1日に創設された第1旅団（初代旅団長、宋虎聲大佐）が発展したもので1949年5月にソウル近郊の水色で編成を終えた。第1師団は水原で編成された第11連隊、郡山で編成された第12連隊、温陽で編成された第13連隊を基幹とし、のちに野戦工兵大隊と第6砲兵大隊が配属され、当時の韓国軍最良の師団であった。
第1師団は海州から積城までの90kmの範囲の38度線警備を担当した。

### 朝鮮戦争
1950年6月25日、朝鮮戦争が勃発し、第1師団正面には第206機械化連隊の支援を受けた第6師団主力が開城方面を、第203戦車連隊の支援を受けた第1師団が高浪浦方面に侵攻した（国境会戦）。第1師団は臨津江を障害にして北朝鮮軍の進攻を阻止した。26日午後に戦車の進攻で防御線が維持できなくなった時には開戦前に構築しておいた予備の奉日川線に後退し、態勢を立て直した。
韓国第1師団は北朝鮮軍の侵攻を阻止していたが、28日には北朝鮮軍がソウルに突入し、さらに韓国陸軍本部による人道橋爆破と漢江と臨津江の合流点で渡河した北朝鮮軍部隊の進攻によって退路を遮断され、漢江以北に取り残された。ソウル陥落の報を聞いた師団長は後退を決意し、現戦線からの離脱方法と渡河点を協議した。午後2時頃、師団は全砲弾を撃ち尽くすまで砲撃して反撃を装い、師団主力を幸州、一部を二山浦で渡河した。追撃する部隊はいなかったが、迂回渡河した部隊が対岸で待ち伏せており、大損害を被った。
1950年7月4日、豊徳川里で北朝鮮軍第2師団の先鋒を待ち伏せで撃退した後、陸軍本部の命令で平沢を経由し、鉄道で鳥致院まで後退、清州を経て曾坪に到った。曾坪で再編成し、第5師団等を吸収して、兵力は5千人に増えた。その後、韓国第1師団は7月8日から22日まで陰城-槐山-米院道沿いに遅滞した。しかし化寧場に北朝鮮軍第15師団が出現すると、直ちに転進を命じられ24日まで北朝鮮軍の進攻を防いだ。25日に韓国第2軍団隷下となると、尚州で再編成を行い6千名規模の兵力になった。翌26日、第6師団の増援のため、頴江に前進し、北朝鮮軍第1師団、第13師団と攻防戦を繰り広げた。
その後、第1師団は頴江の戦闘から離脱し、尚州を経て後退し、8月2日から3日にかけて洛東里で洛東江の渡河を終え、釜山円陣の防御に就き、多富洞の戦いでアメリカ軍と共に北朝鮮数個師団を撃退した。
1950年9月、アメリカ軍第1軍団に配属され、第1師団にはアメリカ軍第10高射兵団の支援を受けられるようになった。これによってアメリカ軍師団と同等の砲兵火力を備えることになったが、この特別な措置は、フランク・ミルバーン軍団長の「白師団に砲兵力さえ付けてやれば、米軍師団と同等に戦える」という確信によるものだという。仁川上陸作戦後の反攻作戦に参加し、北朝鮮軍の間隙を突破し、アメリカ軍第1騎兵師団を阻止していた北朝鮮軍第1師団、第13師団の退路を遮断した。
1950年10月、平壌攻略に参加、支援に来たアメリカ軍第6戦車大隊と第10高射兵団による歩・戦・砲共同作戦を展開し、19日に1番乗りを果たした。その後、隷下の第12連隊は粛川・順川の戦いに参加した。
1950年10月25日、北進中の第1師団は雲山で中国人民志願軍の攻撃を受ける。この戦闘で獲た捕虜を尋問した結果、師団司令部は中国軍が介入したと判断した。その後も戦闘は続き、中共軍第39軍に包囲されるが、円形陣地を占領して固守し、アメリカ第1軍団の右側背を掩護した。11月3日、アメリカ軍第1軍団と韓国軍第2軍団の作戦地境を軍隅里西端を南北に連なる線に変更したが、第2軍団正面からは時々刻々と急迫を告げており、手当たり次第に部隊を軍隅里地区に投入していた。第1師団は、第1騎兵師団の後退に伴って左翼を寧辺に下げたが、依然として中共軍の大群の前に立ちふさがっていた。第1師団の健闘が無ければ、第1騎兵師団の後退は極めて困難なものになり、消耗した韓国軍第8師団が戦線を維持できたか疑わしく、第1師団は第8軍の右翼の崩壊、ひいては壊滅から救った救世主と呼んでも過言ではなかった。
1950年11月下旬、クリスマス攻勢に参加し、博川付近から泰川に向けて進撃した。中共軍の誘致戦術を回避し、アメリカ軍第24師団の右翼を掩護しながら整然と後退した。
1950年12月初旬、アメリカ軍第8軍の平壌撤退において後衛を務める。その後もアメリカ軍師団と互いに援護しながら38度線まで後退した。この後退時に、西部に投入した韓国軍4個師団で建制を保っていたのは第1師団だけであった。12月中旬に再び臨津江の防御に就くが中共軍、北朝鮮軍による正月攻勢で後退する。
1951年1月下旬に北進を開始して3月中旬にソウルを奪還する。
1951年4月22日、中共軍の4月攻勢が開始され、第1師団は臨津江から水色まで押されるが4月30日に攻勢は終息した。攻勢中の4月25日に第12連隊がイギリス軍第29旅団グロスター大隊C中隊の隊員40名を救出している。
1951年5月24日、臨津江に進出。同年12月28日から1952年1月8日まで杜梅里で戦闘。
1952年7月13日から8月4日まで全羅北道南原及び慶尚南道密陽地区でゲリラ討伐を実施。掃討作戦終了後、漣川で部隊整備と教育訓練を実施し、10月1日にアメリカ軍第3師団の担当地域（漣川西北の臨津江S型屈曲部）を引き継いだ。
1952年10月、高陽垈付近のニッキ・テシー（Nickie・Tessie）高地で戦闘。12月、臨津江付近のノリ・ベティー（Nori・Betty）高地で戦闘。
1953年7月、ベティ高地を守備していた第11連隊第2大隊第9中隊第2小隊が大隊規模の部隊を撃退した。この功績で小隊長の金萬述少尉に金星太極武功勲章と殊勲十字章が授与された。

### 休戦後
休戦後の1978年10月に第3南侵トンネルを発見した。1995年の武装共匪完全掃討作戦など9回の対間諜作戦を行った。

## 編制
- 第11連隊（肉弾部隊）
- 第12連隊（双竜部隊）
- 第15連隊（無敵ナイフ部隊）
- 砲兵連隊
  - 連隊本部砲兵隊
  - 17砲兵大隊（白熊部隊）
  - 58砲兵大隊（白虎部隊）
  - 59砲兵大隊（獅子部隊）
  - 629砲兵大隊（ワシ部隊）

## 師団長
| 代 | 氏名             | 氏名     | 在任期間               | 出身校・期                    | 前職                                       | 後職                           | 備考                  |
| -- | ---------------- | -------- | ---------------------- | ----------------------------- | ------------------------------------------ | ------------------------------ | --------------------- |
| 代 | 漢字/片仮名表記  | 原語表記 | 在任期間               | 出身校・期                    | 前職                                       | 後職                           | 備考                  |
| 1  | 宋虎聲           | 송호성   | 1947.12.1 - 1948.2.5   | 邯鄲軍事講習所 警士2期        |                                            |                                | 准将 警備隊総司令官兼 |
| 2  | 李應俊           | 이응준   | 1948.2.5 - 1949.1.6    | 日本陸士26期 軍英1期          | 3旅団長                                    | 参謀総長                       | 大領                  |
| 3  | 金錫源           | 김석원   | 1949.1.7 - 1949.10.1   | 日本陸士27期                  |                                            | 予備役                         | 大領                  |
| 4  | 劉升烈           | 유승렬   | 1949.10.1 - 1950.4.22  | 日本陸士26期                  | 第2師団長                                  | 3師団長                        | 大領                  |
| 5  | 白善燁           | 백선엽   | 1950.4.22 - 1950.10.23 | 奉天軍校9期                   | 第5師団長                                  | 第2軍団長                      | 大領、7月25日に准将   |
| 6  | 崔栄喜           | 최영희   | 1950.10.23 - 1950.10   | 日本陸軍工兵学校 軍英1期      | 副師団長                                   | 副師団長                       | 大領                  |
| 7  | 白善燁           | 백선엽   | 1950.10 - 1951.4.6     | 奉天軍校9期                   | 第2軍団長                                  | 第1軍団長                      | 准将                  |
| 8  | 姜文奉           | 강문봉   | 1951.4.6 - 1951.7.2    | 同徳台4期                     | 総司令部作戦教育処長                       | 第2軍団副軍団長                | 准将                  |
| 9  | 朴林恒           | 박임항   | 1951.7.4 - 1953.5.9    | 同徳台1期                     | 参謀総長秘書室長                           | 米第1軍団副軍団長              | 准将                  |
| 10 | 金東斌           | 김동빈   | 1953.5.9 - 1954        | 軍英1期                       | 第7師団砲兵団長                            | 第2軍参謀長                    | 准将                  |
| 11 | 任忠植           | 임충식   | 1955 - 1956.11         | 警士1期                       | 人事局長                                   | 第2師団長                      |                       |
| 12 | 朴璟遠           | 박경원   | 1956 - 1957.8          | 警士2期                       | 4軍団砲兵司令官                            | 27師団長                       |                       |
| 13 | 劉興守           | 유흥수   | 1957.8 - 1959.4.15     | 軍英1期                       | 第6管区司令官                              | 第3管区司令官                  |                       |
| 14 | 朴重潤           | 박중윤   | 1959.4.15 -            | 建国大学 ソウル大経済 陸士7期 |                                            | 陸歩校長                       |                       |
| 15 | 金鳳喆           | 김봉철   | 1959.7.6               | 警士1期                       |                                            |                                |                       |
| 16 | 李秉衡           | 이병형   | 1962.3.20 - 1964.1.13  | 警士4期                       | 第1軍団作戦処長                            | 陸本作戦参謀部次長             |                       |
| 17 | 尹泰浩           | 윤태호   | 1964.1.13 - 1966.3     |                               |                                            | 陸軍本部情報本部参謀部長       |                       |
| 18 | 朴栄錫           | 박영석   | 1966.03 - 1968.04      | 陸士5期                       | 30師団長                                   | 予備役                         | 准将                  |
| 22 | 金鳳壽           | 김봉수   | 1974 - 1976            | 陸士8期                       | 第5空輸特戦旅団長                          | 第3軍需司令官                  |                       |
| 23 | 禹鐘淋           | 우종림   | 1976 - 1978.1.23       | 総合14期                      |                                            | 青瓦台警護室行政次長補         |                       |
| 24 | 全斗煥           | 전두환   | 1978.1.23 - 1979.3.5   | 陸士11期                      | 青瓦台警護室次長補                         | 保安司令官                     | 准将、ハナフェ        |
| 25 | 崔連植           | 최연식   | 1979.3.5 - 1980        | 陸士11期                      | 韓米企画団長                               | 統合参謀本部長                 |                       |
| 26 | 黄瓘泳           | 황관영   | 1980 - 1981            | 陸士12期                      | 陸本本部司令                               |                                |                       |
| 27 | 金乙權           | 김을권   | 1981 -                 | 陸士13期                      | 戒厳委員会企画管理室長                     | 第2訓練所長                    |                       |
| 28 | 崔坪旭           | 최평욱   | 1983? - 1985           | 陸士16期                      | 保安処長                                   | 陸軍人事参謀部長               | ハナフェ              |
| 29 | 金東鎮           | 김동진   | 1985 - 1987            | 陸士17期                      | 国防部長官補佐官                           | 国防部政策企画官               |                       |
| 32 | 吉亨寶           | 길형보   | 1991 - 1993            | 陸士22期                      | 第203特攻旅団長                            | 国防部戦力計画官               |                       |
| 34 | 李康彦           | 이강언   | 1995? - 1996           | 陸士25期                      | 国防部政策企画官                           | 国防部政策企画局長             |                       |
| 35 | 曺南鎭           | 조남진   | 1996 - 1998            | 陸士26期                      | 3野戦軍作戦処長                            | 教育司教義発展部長             |                       |
| 36 | 宋泳勤           | 송영근   | 1998 - 2000.11.6       | 陸士27期                      | 国防部長官人事補佐官                       | 三士官学校長                   |                       |
| 37 | ソン・ギソク     | 송기석   | 2000.11.6 - 2002       | 陸士29期                      | 3軍作戦処長                                | 合参作戦部長                   |                       |
| 38 | 金暻徳           | 김경덕   | 2002 - 2004            | 陸士30期                      | 国防部軍備管制室次長                       | 陸軍発展委員会政策室長         |                       |
| 39 | 鄭承兆           | 정승조   | 2004 - 2005            | 陸士32期                      | 3軍作戦処長                                | ザイトゥーン部隊長             |                       |
| 40 | 黄重善           | 황중선   | 2005 - 2006.4.25       | 陸士32期                      | 合参作戦処長                               | ザイトゥーン部隊長             |                       |
| 41 | 李聖浩           | 이성호   | 2006.4.25 - 2008.4.4   | 陸士33期                      | 合参作戦処長                               | 合参作戦部長                   |                       |
| 42 | 申鉉惇           | 신현돈   | 2008.4.4 - 2010？      | 学士35期                      | 合参本部戦略企画次長                       | 合参本部作戦企画部長           |                       |
| 44 | ハ・チャンホ     | 하창호   | 2012.6.7 -             | 陸士39期                      | 陸本軍需組織改編次長                       |                                |                       |
| 45 | ジャン・ギョンス | 장경수   | 2013.11.4 -            | 陸士41期                      |                                            | 国防部政策企画官               |                       |
| 46 | 李鍾和           | 이종화   | 2015.4.14 -            | 陸士42期                      | 陸軍本部教育訓練処長                       | 第3軍参謀長                    |                       |
| 47 | 朴正煥           | 박정환   | 2017.9 - 2019.5        | 陸士44期                      | 韓米連合軍司令部地上軍構成軍司令部作戦処長 | 韓米連合軍司令部作戦参謀部次長 |                       |
| 48 | 金弘錫           | 이종화   | 2019.5 - 2020.12       | 陸士46期                      | 合同参謀本部作戦本部作戦部作戦1処長        | 合同参謀本部作戦本部作戦部長   |                       |
| 49 | 姜鎬弼           | 강호필   | 2020.12 - 2022.6       | 陸士47期                      | 合同参謀本部作戦本部作戦部作戦1処長        | 合同参謀本部作戦部長           |                       |
| 50 | ソ・ジンハ       | 서진하   | 2022.6 - 2023.11       | 陸士49期                      | 韓米連合軍司令部企画参謀次長               | 韓米連合軍司令部作戦参謀次長   |                       |

## その他
部隊マークの盾は国家礎石である軍の中枢的役割、1は部隊番号、数字の赤は団結と忠誠心、黄色は軍と民主主義を守護する国民の平和愛護心、青は清純で永遠無窮な国家の防牌を意味し、北進中の1950年10月3日に正式に制定された韓国軍初の部隊マークである。それ以前には、洛東江反撃時に白善燁師団長が彼我識別のためにハート（心臓）模様の黄色布で表示して使用していた。
部隊愛称は、1950年10月19日に平壌に入城して北朝鮮中央政府庁舎に太極旗を掲揚したことを記念して、李承晩大統領から「前進」という親筆揮毫を受けたことに由来し、1966年6月20日に部隊で制定された。
1949年5月の松岳山奪還で砲弾を抱えて突進して戦死した10名の将兵は肉弾十勇士として有名であり、陸軍は2001年から最優秀副士官（下士官）10名を選定して肉弾十勇士賞を授与している。

## 事件
- 2012年 - 坡州銃器死亡事件（鉄条網警戒所）[37]